# Стіклерія
Стіклерія (рум. Sticlăria) — село у повіті Ясси в Румунії. Входить до складу комуни Скобінць.
Село розташоване на відстані 334 км на північ від Бухареста, 63 км на північний захід від Ясс.

## Населення
За даними перепису населення 2002 року у селі проживали 1826 осіб, з них 1825 осіб (99,9%) румунів. Рідною мовою 1825 осіб (99,9%) назвали румунську.